# آیلین ویرن
آیلین ویرن (انگلیسی: Eileen Wearne؛ ۳۰ ژانویه ۱۹۱۲ – ۶ ژوئیه ۲۰۰۷) ورزشکار دو و میدانی (دو سرعتی) اهل استرالیا بود که در بازی‌های المپیک تابستانی ۱۹۳۲ حضور داشت.
وی در مسابقات کشوری و بین‌المللی در مجموع برندهٔ ۱ مدال طلا، ۱ مدال برنز شده‌است.